# بخش ماستوئید استخوان گیجگاهی
بخش پستانکی استخوان گیجگاهی (انگلیسی: Mastoid part of the temporal bone) قسمت عقبی استخوان گیجگاهی را تشکیل می‌دهد. این بخش امتداد یافته به سمت عقب از بخش خاره‌ای (پتروس) و زیر و پشت بخش فلسی (اسکوئاموس).
بخش پستانکی استخوان گیجگاهی با استخوان پس‌سری در عقب و استخوان آهیانه در بالا مفصل می‌شود. این استخوان یک امتداد یافتگی به سمت جلو دارد که برآمدگی مخروطی‌شکلی در زیر پایهٔ جمجمه به نام زائده پستانکی را تشکیل داده است.
بخش پستانکی دربرگیرنده سامانه پیچیده ارتباط داخلی سلول‌های هوایی است که از نظر اندازه، شکل و تعداد بسیار وسیع می‌باشد. این‌ها در ارتباط با صندوق قدامی فوقانی به نام حفره تیمپانیک (tympanic antrum) هستند که دقیقاً پشت حفره گوش میانی واقع شده‌است. سوراخی به نام aditus ad antrum این حفره را با بخش فوقانی صندوق گوش میانی یا attic مرتبط می‌کند. سقف حفره و گوش میانی با صفحه استخوانی نازکی به نام tegmen tympani ترکیب می‌شود که آن‌ها را از بخشی از حفره مغز که به عنوان فرورفتگی میانی جمجمه شناخته می‌شود جدا می‌کند. دیوار میانی آن آن را از کانال نیم دایره خارجی گوش داخلی جدا می‌کند. گوش میانی، حفره و سلول‌های هوایی، سیستم محتوای هوای پیوسته‌ای را ایجاد می‌کنند. بنابراین عفونت نامربوط به گوش داخلی گاه می‌تواند در سلول‌های هوایی پستانکی و مابین آن پخش گردد.

## نگارخانه

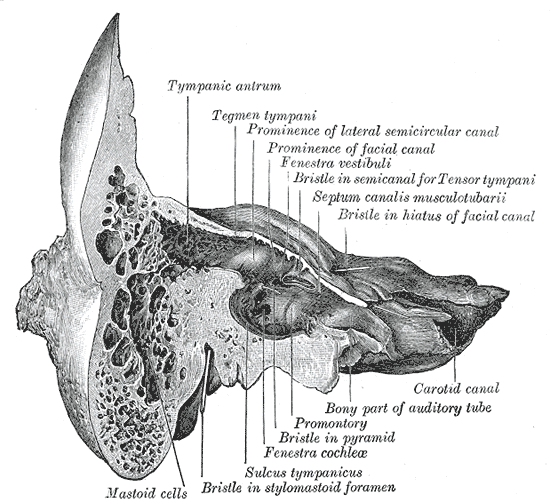
Coronal section of right استخوان گیجگاهی.
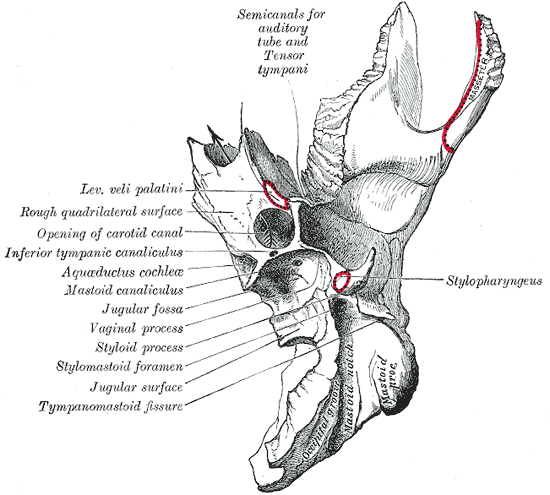
Left temporal bone. Inferior surface.
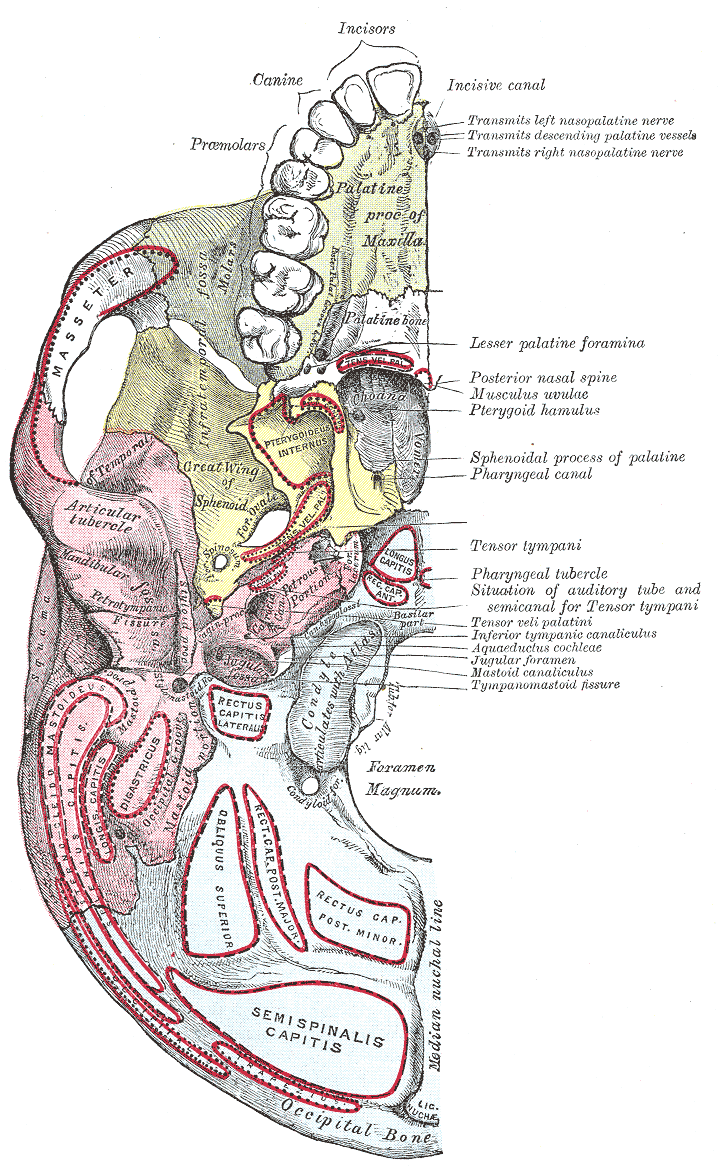
Base of skull. Inferior surface.
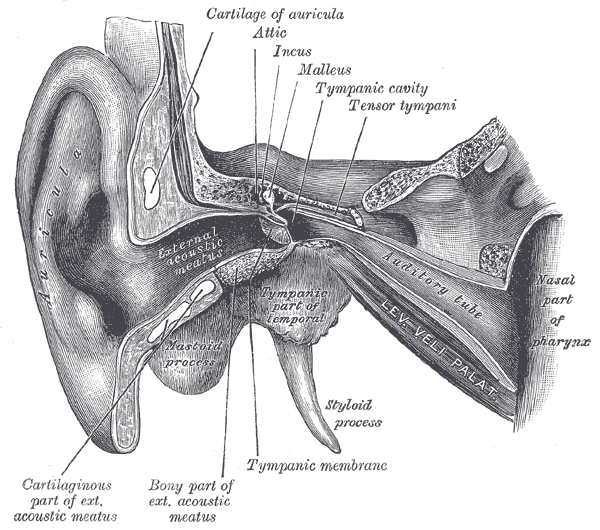
External and middle ear, opened from the front. Right side.
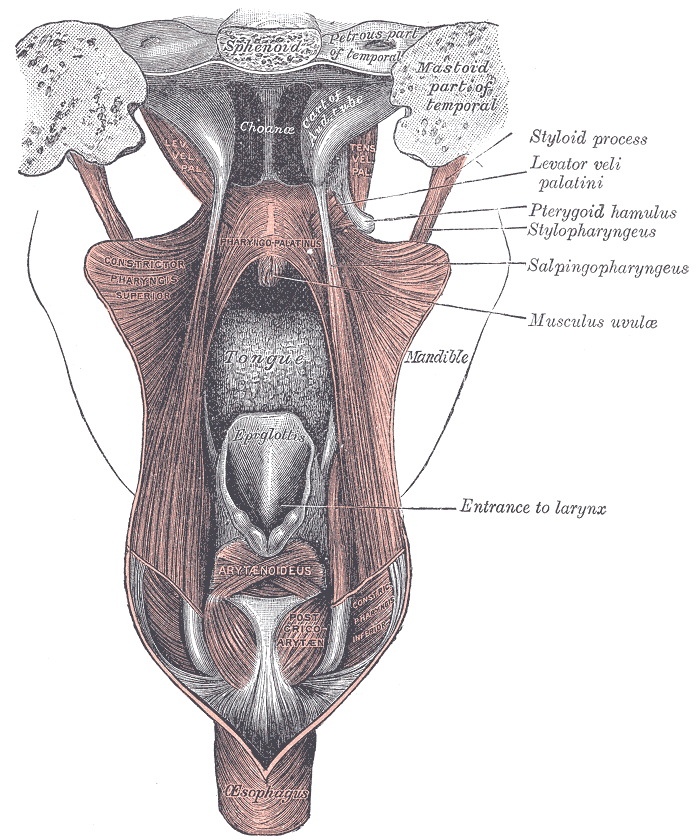
Dissection of the muscles of the palate from behind.
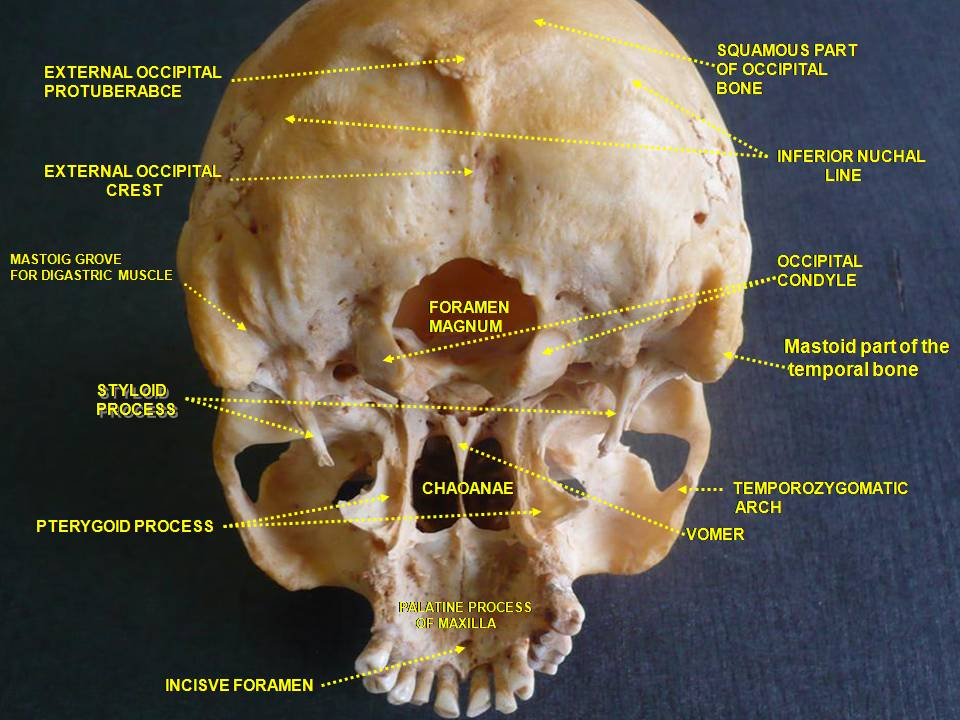
Mastoid part of the temporal bone.Base of skull.
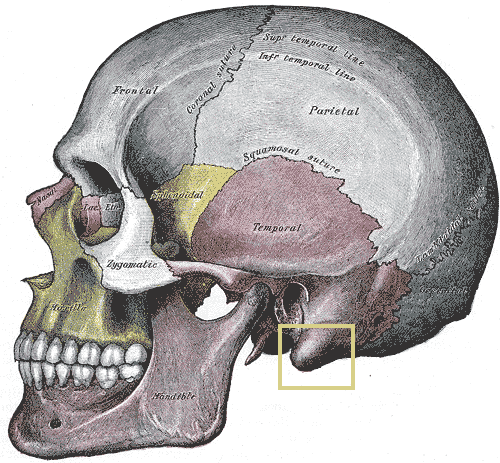
Mastoid process
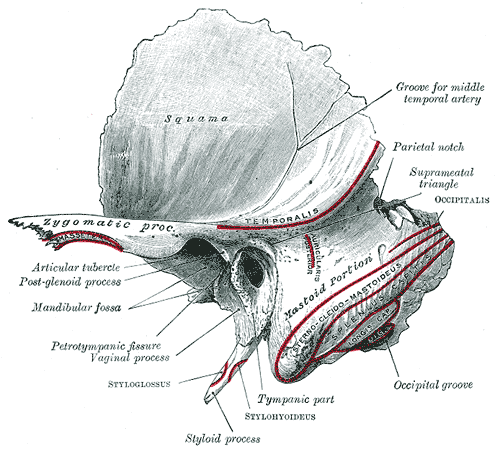
Left استخوان گیجگاهی, muscle attachments shown in red lines